# قطعنامه ۱۱۹۲ شورای امنیت
قطعنامه ۱۱۹۲ شورای امنیت سازمان ملل متحد که در تاریخ ۲۷ اوت ۱۹۹۸ تصویب شد، سندی بین‌المللی دربارهٔ پرونده لاکربی است. این قطعنامه طی نشست ۳۹۲۰ام با ۱۵ رای موافق، ۰ مخالف و ۰ ممتنع تصویب شد.